# Europawahl in der Slowakei 2014
Die Europawahl in der Slowakei 2014 fand am 24. Mai 2014 als Teil der Europawahl 2014 statt. In der Slowakei wurden 13 der 751 Sitze im Europaparlament vergeben. Es war die dritte Europawahl in der Slowakei.

## Ausgangslage

### Wahlwerbende Parteien
Folgende Parteien waren im nationalen oder im Europaparlament vertreten oder wurden in Wahlumfragen aufgeführt:
| Partei (Koalition)                                                       | Europapartei | Sitze | Fraktion |
| ------------------------------------------------------------------------ | ------------ | ----- | -------- |
| SMER – sociálna demokracia                                               | SPE          | 5     | S&D      |
| Kresťanskodemokratické hnutie (KDH)                                      | EVP          | 2     | EVP      |
| Slovenská demokratická a kresťanská únia – Demokratická strana (SDKU-DS) | EVP          | 2     | EVP      |
| Obyčajní ľudia a nezávislé osobnosti (OĽaNO)                             | 1            | –     | –        |
| Most–Híd                                                                 | EVP          | –     | –        |
| Magyar Közösség Pártja (SMK-MKP)                                         | EVP          | 2     | EVP      |
| Sloboda a Solidarita (SaS)                                               | ALDE         | –     | –        |
| Komunistická strana Slovenska (KSS)                                      | INITIATIVE   | –     | –        |
| Slovenská národná strana (SNS)                                           | MELD         | –     | EFD      |
| Strana demokratického Slovenska (SDS)                                    | –            | 1     | ALDE     |
| NOVA/Občianska konzervatívna strana/Konzervatívni demokrati Slovenska    | –/AECR/–     | –     | –        |
| Ľudová strana Naše Slovensko (ĽSNS)                                      | –            | –     | –        |

Folgende weitere Parteien traten an:
- Národ a Spravodlivosť – naša strana (NaS-ns)
- Magnificat Slovakia (MS)
- Bürgerlich-Demokratische Partei (DOST)
- Magnificient 7 Regionale Partei der Slowakei
- Magyar Kereszténydemokrata Szövetség (MKDA-MKDSZ)
- Strana TIP
- Európska demokratická strana (EDS)
- Nový Parlament (NP)
- Christliche slowakische Nationalpartei (KSNS)
- Strana zelených (SZ, Mitglied der Europäischen Grünen Partei)
- Widerstand - Arbeiterbewegung
- Recht und Gerechtigkeit (PaS)
- Slovenská moderná spoločnosť (SMS)
- Úsvit
- Bürgerliche Linkspartei (SOL)
- Direkte Demokratie - Christliche Volkspartei

## Umfragen
| Datum      | Institut   | SMER | SDKÚ | SMK  | KDH  | SNS  | SaS | Most  | OĽaNO | NOVA | KSS  | ĽSNS  | Sonstige |
| ---------- | ---------- | ---- | ---- | ---- | ---- | ---- | --- | ----- | ----- | ---- | ---- | ----- | -------- |
| 04.03.2014 | MVK        | 38,8 | 6,4  | 5,2  | 12,0 | 4,7  | 5,1 | 4,7   | 8,5   | 7,5  | n.a. | 3,3   | n.a.     |
| 22.02.2014 | Polis      | 50,5 | 8,2  | 4,5  | 12,9 | n.a. | 4,0 | 9,8   | 7,3   | 0,7  | 1,0  | n.a.  | n.a.     |
| 06.06.2009 | Europawahl | 30,2 | 17,0 | 11,3 | 10,9 | 5,6  | 4,7 | n. a. | n. a. | 2,1  | 1,7  | n. a. | 14,7     |

## Wahlergebnis
An der Wahl nahmen von 4.414.433 Wahlberechtigten 575.876 oder 13,05 % teil. Es war dies die niedrigste Wahlbeteiligung bisher, sowohl bei einer Wahl in der Slowakei als auch bei einer Europawahl. Starke Verluste mussten Smer, SDKU und SMK-MKP hinnehmen. Smer und SMK-MKP verloren auch je ein Mandat. Ebenfalls ohne Mandat blieb die SDS als Nachfolgepartei der HZDS, die 2009 ein Mandat erreichen konnte. Wahlgewinner waren die 2009 noch knapp an der Fünf-Prozent-Hürde gescheiterte SaS sowie die erst nach der Europawahl 2009 gegründeten Parteien OĽaNO, NOVA und die von der SMK-MKP abgespaltene Most–Híd, die je ein Mandat erzielten.
| Listen                                                                | Listen                                                                                       | Stimmen   | %    | Mandate | +/- |
| --------------------------------------------------------------------- | -------------------------------------------------------------------------------------------- | --------- | ---- | ------- | --- |
|                                                                       | SMER – sociálna demokracia                                                                   | 135.089   | 24,1 | 4       | −1  |
|                                                                       | Kresťanskodemokratické hnutie (KDH)                                                          | 74.108    | 13,2 | 2       | ±0  |
|                                                                       | Slovenská demokratická a kresťanská únia – Demokratická strana (SDKU-DS)                     | 43.467    | 7,8  | 2       | ±0  |
|                                                                       | Obyčajní ľudia a nezávislé osobnosti (OĽaNO)                                                 | 41.829    | 7,5  | 1       | +1  |
|                                                                       | NOVA – Občianska konzervatívna strana – Konzervatívni demokrati Slovenska                    | 38.316    | 6,8  | 1       | +1  |
|                                                                       | Sloboda a Solidarita (SaS)                                                                   | 37.376    | 6,7  | 1       | +1  |
|                                                                       | Magyar Közösség Pártja (SMK-MKP)                                                             | 36.629    | 6,5  | 1       | −1  |
|                                                                       | Most–Híd                                                                                     | 32.708    | 5,8  | 1       | +1  |
|                                                                       | Strana TIP                                                                                   | 20.730    | 3,7  | –       | –   |
|                                                                       | Slovenská národná strana (SNS)                                                               | 20.244    | 3,6  | –       | −1  |
|                                                                       | Ľudová strana Naše Slovensko (ĽSNS)                                                          | 9.749     | 1,7  | –       | –   |
|                                                                       | Recht und Gerechtigkeit (PaS)                                                                | 9.322     | 1,7  | –       | –   |
|                                                                       | Komunistická strana Slovenska (KSS)                                                          | 8.518     | 1,5  | –       | –   |
|                                                                       | Strana demokratického Slovenska (SDS)                                                        | 8.378     | 1,5  | –       | −1  |
|                                                                       | Národ a Spravodlivosť – naša strana (NaS-ns)                                                 | 7.763     | 1,4  | –       | –   |
|                                                                       | DMagnificat Slovakia (MS)                                                                    | 6.646     | 1,2  | –       | –   |
|                                                                       | Európska demokratická strana (ES)                                                            | 3.739     | 0,7  | –       | –   |
|                                                                       | Christliche slowakische Nationalpartei (KSNS)                                                | 3.631     | 0,6  | –       | –   |
|                                                                       | Strana moderného Slovenska (SMS)                                                             | 2.851     | 0,5  | –       | –   |
|                                                                       | Úsvit                                                                                        | 2.773     | 0,5  | –       | –   |
|                                                                       | Magnificient 7 Regionale Partei der Slowakei                                                 | 2.696     | 0,5  | –       | –   |
|                                                                       | Strana zelených                                                                              | 2.623     | 0,5  | –       | –   |
|                                                                       | Slovenská ľudová strana (SĽS)                                                                | 2.590     | 0,5  | –       | –   |
|                                                                       | Direkte Demokratie - Christliche Volkspartei                                                 | 2.405     | 0,4  | –       | –   |
|                                                                       | Widerstand - Arbeiterbewegung                                                                | 1.769     | 0,3  | –       | –   |
|                                                                       | Bürgerliche Linkspartei (SOL)                                                                | 1.311     | 0,2  | –       | –   |
|                                                                       | Bürgerlich-Demokratische Partei (DOST)                                                       | 1.273     | 0,2  | –       | –   |
|                                                                       | Maďarská kresťanskodemokratická aliancia - Magyar Kereszténydemokrata Szövetség (MKDA-MKDSZ) | 1.170     | 0,2  | –       | –   |
|                                                                       | Nový Parlament                                                                               | 900       | 0,2  | –       | –   |
| Gesamt                                                                | Gesamt                                                                                       | 560.603   | 100  | 13      | –   |
|                                                                       |                                                                                              |           |      |         |     |
| Ungültige Stimmen                                                     | Ungültige Stimmen                                                                            | 15.834    | 2,7  |         |     |
| Wähler                                                                | Wähler                                                                                       | 576.437   | 13,1 |         |     |
| Wahlberechtigte                                                       | Wahlberechtigte                                                                              | 4.414.433 |      |         |     |
|                                                                       |                                                                                              |           |      |         |     |
| Quellen: Štatistický úrad Slovenskej republiky: Listenstimmen, Wähler |                                                                                              |           |      |         |     |

## Fraktionen im Europäischen Parlament
| Liste/Partei                   | Liste/Partei                                                   | Liste/Partei                                                   | Liste/Partei                                                   | Mandate | Fraktion |
| ------------------------------ | -------------------------------------------------------------- | -------------------------------------------------------------- | -------------------------------------------------------------- | ------- | -------- |
|                                | SMER – sociálna demokracia                                     | SMER – sociálna demokracia                                     | SMER – sociálna demokracia                                     | 4 / 13  | S&D      |
|                                | Kresťanskodemokratické hnutie                                  | Kresťanskodemokratické hnutie                                  | Kresťanskodemokratické hnutie                                  | 2 / 13  | EVP      |
|                                | Slovenská demokratická a kresťanská únia – Demokratická strana | Slovenská demokratická a kresťanská únia – Demokratická strana | Slovenská demokratická a kresťanská únia – Demokratická strana | 2 / 13  | EVP      |
|                                | Obyčajní ľudia a nezávislé osobnosti                           | Obyčajní ľudia a nezávislé osobnosti                           | Obyčajní ľudia a nezávislé osobnosti                           | 1 / 13  | EKR      |
|                                | NOVA – OKS – KDS                                               |                                                                | Nová väčšina                                                   | 1 / 13  | EKR      |
|                                | Sloboda a Solidarita                                           | Sloboda a Solidarita                                           | Sloboda a Solidarita                                           | 1 / 13  | ALDE     |
|                                | Partei der ungarischen Gemeinschaft                            | Partei der ungarischen Gemeinschaft                            | Partei der ungarischen Gemeinschaft                            | 1 / 13  | EVP      |
|                                | Most–Híd                                                       | Most–Híd                                                       | Most–Híd                                                       | 1 / 13  | EVP      |
|                                |                                                                |                                                                |                                                                |         |          |
| Quelle: Europäisches Parlament |                                                                |                                                                |                                                                |         |          |

## Präferenzstimmen
Neben der Wahl einer Partei war auch die Vergabe von bis zu zwei Präferenzstimmen für einen Listenkandidaten der gewählten Partei möglich. Erzielte ein Kandidat dabei mehr als zehn Prozent der für die Partei abgegebenen Stimmen so wurde er bei der Mandatsvergabe vorgereiht. Dies traf auf alle gewählten Mandatare zu. Fünf der 13 Gewählten erreichten ihr Mandat durch eine Vorreihung.
Die folgenden Mandatare wurden gewählt:
| Abgeordneter | Partei                                                                | FEP | LP | PSP | PS     | PPP   |
| --- | --------------------------------------------------------------------- | --- | -- | --- | ------ | ----- |
| Maroš Šefčovič | SMER – sociálna demokracia                                            | S&D | 1  | 1   | 66.966 | 49,57 |
| Monika Flašíková Beňová | SMER - sociálna demokracia                                            | S&D | 2  | 2   | 46.860 | 34,68 |
| Boris Zala | SMER - sociálna demokracia                                            | S&D | 5  | 3   | 18.622 | 13,78 |
| Vladimír Maňka | SMER - sociálna demokracia                                            | S&D | 4  | 4   | 17.704 | 13,1  |
| Anna Záborská | Kresťanskodemokratické hnutie                                         | EVP | 1  | 1   | 42.976 | 57,99 |
| Miroslav Mikolášik | Kresťanskodemokratické hnutie                                         | EVP | 2  | 2   | 26.705 | 36,03 |
| Eduard Kukan | Slovenská demokratická a kresťanská únia – Demokratická strana        | EVP | 2  | 1   | 20.912 | 48,11 |
| Ivan Štefanec | Slovenská demokratická a kresťanská únia - Demokratická strana        | EVP | 1  | 2   | 19.439 | 44,72 |
| Branislav Škripek | Obyčajní ľudia a nezávislé osobnosti                                  | EKR | 4  | 1   | 15.583 | 37,25 |
| Jana Žitňanská | NOVA/Občianska konzervatívna strana/Konzervatívni demokrati Slovenska | EKR | 2  | 1   | 18.409 | 48,04 |
| Richard Sulík | Sloboda a Solidarita                                                  | EKR | 3  | 1   | 22.607 | 60,48 |
| Pál Csáky | Magyar Közösség Pártja                                                | EVP | 1  | 1   | 19.406 | 52,97 |
| József Nagy | Most–Híd                                                              | EVP | 2  | 1   | 14.896 | 45,54 |
| FEP = Fraktion Europaparlament LP=Listenplatz PSP=Präferenzstimmenplatz PS=Präfererenzstimmen PPP=Prozent der Präferenzstimmen zu Parteistimmen |                                                                       |     |    |     |        |       |
| Quelle: Štatistický úrad Slovenskej republiky                                                                                                   |                                                                       |     |    |     |        |       |